# Pulchroboletus
Pulchroboletus är ett släkte av soppar tillhörande familjen Boletaceae som på molekylärfylogenetisk grund beskrevs av Giampaolo Simonini, Alfredo Vizzini, Enrico Ercole och Matteo Gelardi för att omfatta den enda arten Pulchroboletus roseoalbidus, tidigare placerad i släktet Xerocomus. Därefter (2017) har även den tidigare Boletus rubricitrinus förts över till släktet. Namnet har bildats genom att till Boletus foga prefixet pulchro-, från latin pulcher, ("vacker") och syftar på "de dramatiska färgtonerna hos fruktkropparna".

## Arter

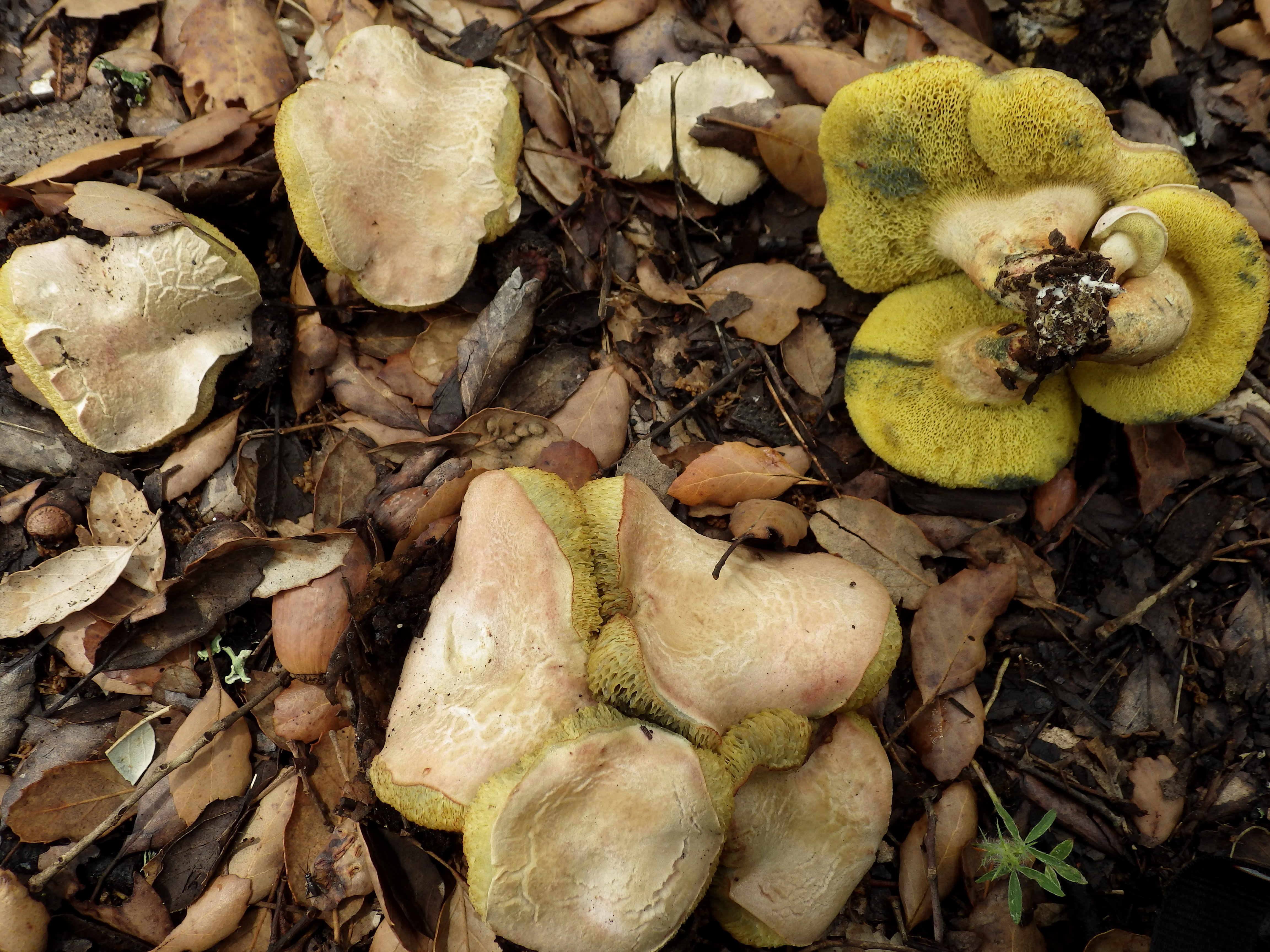
Pulchroboletus roseoalbidus
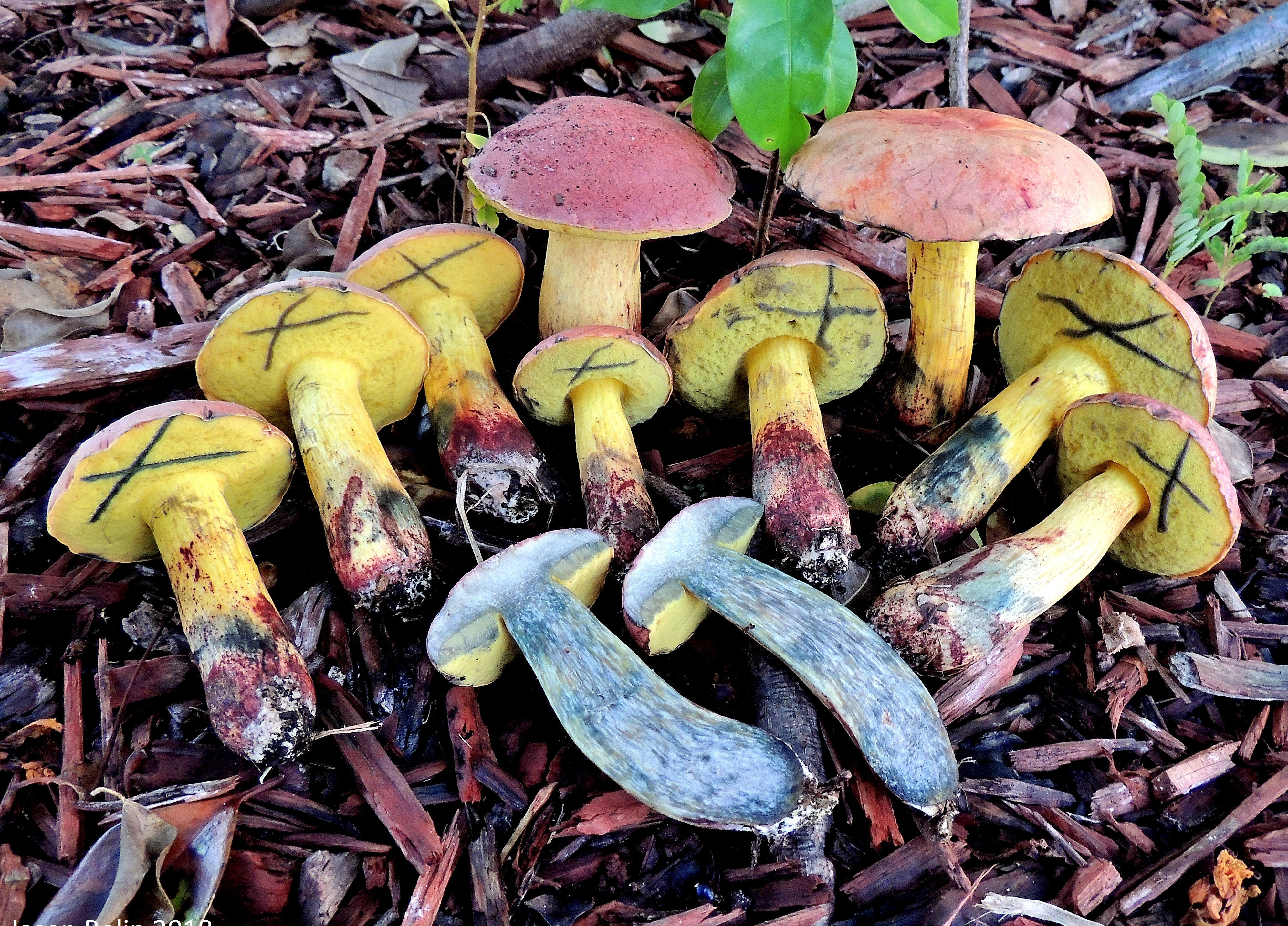
Pulchroboletus rubricitrinus

- Pulchroboletus roseoalbidus
- Pulchroboletus rubricitrinus